# 663年
| 千纪： | 1千纪                                                                                           |
| 世纪： | 6世纪 \| 7世纪 \| 8世纪                                                                         |
| 年代： | 630年代 \| 640年代 \| 650年代 \| 660年代 \| 670年代 \| 680年代 \| 690年代                       |
| 年份： | 658年 \| 659年 \| 660年 \| 661年 \| 662年 \| 663年 \| 664年 \| 665年 \| 666年 \| 667年 \| 668年 |
| 纪年： | 癸亥年（猪年）；唐（新罗）龙朔三年                                                              |

## 大事记
- 吐蕃攻占吐谷浑全境，吐谷浑灭亡，唐朝與吐蕃交惡。吐蕃与吐谷浑互相攻伐，都向唐遣使陈述理由，向唐求援。高宗不答应。吐谷浑的大臣素和贵畏罪逃到吐蕃，将吐谷浑的情况详细报告给吐蕃，吐蕃发兵击吐谷浑，大破之，吐谷浑可汗曷钵与弘化公主率领几千帐弃国逃到凉州（今甘肃武威），向唐请求迁徙到内地。高宗以郑仁泰为青海道行军大总管，率领独孤卿云、辛文陵等分别屯驻在凉、鄯二州，以防备吐蕃。又以苏定方为安集大使，节度诸军，为吐谷浑的后援。吐蕃禄东赞在青海屯兵，并派使节论仲琮到唐朝，表陈吐谷浑的罪过，请求与唐和亲，高宗不准。遣左卫郎将刘文祥出使吐蕃，责备其进攻吐谷浑。
- 燕然都護府改稱瀚海都護府，治所遷移到回紇本部（今蒙古國哈爾和林）；單于都護府改名雲中都護府，移置雲中故城（今內蒙古托克托縣古城鄉）。
- 8月17日——白江口之战 唐朝、新罗联军胜利，日本、百济慘敗。
- 九月七日 百濟王子餘忠、勝忠等率守軍投降。百濟被新羅和唐朝的聯軍滅亡。
- 疏勒和西突厥弓月部招引吐蕃軍圍攻于闐，唐朝的安西都護高賢率軍支援，無功而返。
- 阿拉伯帝国大破吐火罗，依附吐火罗的波斯都督府覆灭。

## 各国领袖

### 美洲
- 玛雅 - 巴加尔二世, 帕伦克君主 (615–683)

### 亚洲
- 中国 (唐朝) - 唐高宗，中国皇帝 (649–683)
- 日本 (飞鸟时代) - 天智天皇，日本天皇 (661–672)
- 朝鲜半岛 (朝鲜三国) -
  - 高句丽 - 宝藏王，高句丽王 (642–668)
  - 新罗 - 文武王，新罗王 (661–681)
- 吐蕃 - 芒松芒赞，吐蕃赞普 (650–677)
- 高棉帝国 - 阇耶跋摩一世，高棉王 (657–681)
- 印度巴拉瓦王朝 - Narasimhavarman I (630–668)

### 中东
- 阿拉伯帝国 - 穆阿威叶一世，倭马亚王朝哈里发 (661–680)

### 欧洲
- 拜占庭帝国 - 君士坦斯二世 (641–668)
- 法兰克王国 - 
  - 奥斯特拉西亚 - 希尔德里克二世, 奥斯特拉西亚王 (662–675)
  - 纽斯特里亚和勃根地王国 - 克洛泰尔三世, 纽斯特里亚王 (655–673)
- 西哥特王国 - 拉斯文思 (649–672)
- 大保加利亚 - 库勃拉特（英语：Kubrat） (632–665)
- 伦巴底王国 - 格里摩尔德（英语：Grimoald, King of the Lombards） (662–671)
- 英格兰 (七国时代) - 俄斯维乌（英语：Oswiu of Northumbria）, 不列颠的统治者（Bretwalda）
  - 东盎格利亚 - 艾泽雷德（英语：Aethelwold of East Anglia） (655–664)
  - 埃塞克斯王国 - Swithhelm of Essex (660–664)
  - 肯特王国 - 厄尔肯伯特（英语：Eorcenberht of Kent） (640–664)
  - 默西亚王国 - 伍尔夫赫尔（英语：Wulfhere of Mercia）, 默西亚王 (658–675)
  - 诺森布里亚 -
    - 伯尼西亚 - 俄斯维乌（英语：Oswiu）, 伯尼西亚王（英语：King of Northumbria） (642–670)
    - 德伊勒 - Alhfrith, 德伊勒王（英语：King of Northumbria） (655–664)

  - 萨塞克斯王国 -
  - 韦塞克斯 - 森沃尔赫（英语：Cenwalh of Wessex）, 韦塞克斯王 (643–674)
- 苏格兰
  - 达尔里阿达 - Domangart mac Domnaill, 达尔里阿达（Dál Riata）王 (660–673)
  - 斯特拉斯克莱德王国 - Elfin of Alt Clut (658–693)
- 威尔士 -
  - 格威尼德王国 - Cadwaladr (655–682)
  - 波伊斯王国